# هائولانی (دهانه)
هائولانی یک دهانه برخوردی است که در سرس واقع شده و نقطه درخشان شماره ۱ از نقاط درخشانی که توسط فضا پیمای دان مشاهده شده در آن قرار دارد. دهانه به افتخار هائولانی الهه گیاهان در افسانه‌های هاوایی نامگذاری شده است.

## نگارخانه
|  |  |